# 江苏商贸职业学院

江苏商贸职业学院成立于1956年9月，位于江苏省南通市港闸区江通路48号。该校有软件技术、计算机网络技术、旅游管理、市场营销、电子商务等33个三年制高职专业和应用电子技术、商务英语、艺术设计等13个五年制高职专业。
现任校长为冯志明。